# (9208) Takanotoshi
(9208) Takanotoshi est un astéroïde de la ceinture principale.

## Description
(9208) Takanotoshi est un astéroïde de la ceinture principale. Il fut découvert le 2 octobre 1994 à Kitami par Kin Endate et Kazuro Watanabe. Il présente une orbite caractérisée par un demi-grand axe de 2,74 UA, une excentricité de 0,10 et une inclinaison de 10,4° par rapport à l'écliptique.

## Compléments